# Terezie Kaslová
Terezie Kaslová, někdy uváděna jako Terezie Jungrová-Kaslová (* 14. října 1955, Praha), je česká novinářka, podnikatelka a vnučka Ferdinanda Peroutky a Richarda Bienerta.

## Biografie
Když se její prarodiče z matčiny strany rozvedli, Tereziin dědeček Ferdinand Peroutka dostal do péče sedmiletou dceru Evu. Ta se později stala matkou Terezie. Babičkou Terezie a první manželkou Ferdinanda Peroutky byla Marie Bienenfeldová, židovského původu.
Tereziiným dědečkem z otcovy strany byl významný prvorepublikový státní úředník a protektorátní politik Richard Bienert. Jeho stejnojmenný syn se oženil s budoucí matkou Terezie Evou Peroutkovou.
Terezie působila jako novinářka v obnoveném deníku Lidové noviny a později jako tisková mluvčí pražského magistrátu. Jako vnučka Ferdinanda Peroutky se v 90. letech 20. století podílela na založení Ceny Ferdinanda Peroutky. Později působila jako ředitelka Nadace Ferdinanda Peroutky.

### Kauza „Hitler je gentleman“
V dubnu 2015 zažalovala český stát kvůli výrokům prezidenta Miloše Zemana ohledně díla svého dědečka Ferdinanda Peroutky.
| „                 | O Miloši Zemanovi řekla: „Neměl by je (pozn.: články, díla) zveřejňovat jen o své vůli, máme se sestrou na Peroutkovy texty autorská práva.“ „Ostatně články, které teď zveřejňuje a které mají doložit údajnou Peroutkovu fascinaci nacismem, jsou přesně ty, za které nacisti dědečka poslali do koncentráku.“ „Nechci ani korunu. Jde mi o omluvu a očištění Peroutkova jména.“ | “ |
| — Terezie Kaslová | |   |

## Rodina
Z prvního manželství s podnikatelem Miroslavem Jungrem má dceru, fotografku Alžbětu Jungrovou. V roce 2000 se podruhé vdala, za bývalého pražského primátora Jana Kasla.